# Luis González de Linares
Luis González de Linares (1904-1997) fue un escritor y periodista español nacido el 21 de octubre de 1904 en Madrid. Director del diario Madrid y primer director del diario deportivo As.

## Vida
De ascendencia francesa por parte de su madre, Linares, que firma como Luis G. de Linares, comienza su carrera periodística en 1929 en el semanario Estampa, en el que estuvo hasta 1934, siendo también en ese período redactor del diario Ahora desde su creación.
En 1934 se convierte en redactor jefe de Crónica.
En 1935 es nombrado director de Mundo Gráfico. 
Participa más adelante en la creación del diario Madrid ocupando el cargo de redactor-jefe. 
Se traslada a París en 1945 como corresponsal de éste y otros periódicos hasta 1955.
Ese año es nombrado agregado de prensa de la Embajada de España en París, y se convierte en Consejero de Información y Turismo de la embajada, cuando era titular de ella José María de Areilza, desde 1960 hasta 1964, año en el que regresa a España.
Por sugerencia del escritor José Montero Alonso, es nombrado en 1964 director del diario Madrid. 
Poco después pasa a ser director de la revista Semana, perteneciente a la empresa Rivadeneyra. Impulsa en esa revista un formato que combina la información sobre la actualidad, el espectáculo, la moda, con la colaboración de personalidades destacadas en el ámbito literario que atraen al público, como Tono o Alfonso Paso. 
En 1967 contribuye a la creación del diario deportivo As, y se convierte en su primer director.
Cuatro años después, impulsa la publicación de As Color, con nuevas técnicas de presentación, manteniendo la dirección de las tres publicaciones. 
Además, desde 1968 hasta 1979 dirige la Agencia de Reportajes Internacionales.
Linares se retira en junio de 1992, pero mantiene su columna en la revista Semana titulada "Tiempo presente".
Murió la madrugada del 11 de noviembre de 1997 en El Escorial.
- Datos: Q5983586